# Somatoforme Schmerzstörung
Bei einer somatoformen Schmerzstörung (auch Psychalgie) handelt es sich um eine Form der somatoformen Störung, die sich durch einen subjektiv empfundenen, mindestens 6 Monate andauernden, intensiven und quälenden Schmerz in einem Körperteil, der nicht ausreichend durch eine körperliche Störung oder ein physiologisches Geschehen erklärt werden kann, äußert. Das Auftreten dieses Schmerzes ist gekoppelt mit schwerwiegenden emotionalen und/oder psychosozialen Belastungen beziehungsweise Konflikten, die in einem entscheidenden ursächlichen Zusammenhang zu dessen Genese stehen.
Verstärkte persönliche Zuwendung und medizinische Betreuung folgen daraus als möglicher Krankheitsgewinn.
Verglichen mit Somatisierungsstörungen zeigen sich diese Schmerzen als anhaltend und im Fokus der Aufmerksamkeit des Betroffenen stehend.
Folgende Kriterien sind für die Diagnose erforderlich (nach ICD-10)
- Seit ≥ 6 Monaten an den meisten Tagen kontinuierlicher, schwerer und quälender Schmerz, der durch einen physiologischen Prozess oder eine körperliche Störung nicht ausreichend erklärt werden kann.
- Psychosoziale Probleme sind am Auftreten, an der Aufrechterhaltung und am Schweregrad der Schmerzen maßgeblich beteiligt.

Differentialdiagnostisch besteht die Schwierigkeit im Hinblick auf die Trennung histrionischer Verarbeitung organisch bedingter körperlicher Schmerzen. Der Schmerz darf sich auch nicht auf eine Schizophrenie oder Depression zurückführen lassen.
Eine anhaltende somatoforme Schmerzstörung wird im ICD-10 (Internationale Klassifikation psychischer Störungen - Kapitel V (F)) mit F45.4 kodiert. Damit erfolgt eine Zuordnung in die Gruppe der neurotischen Störungen in den klinisch-diagnostischen Leitlinien. Man kann zwischen den ICD-10 Diagnosen F45.40 und F45.41 unterscheiden (siehe Chronisches Schmerzsyndrom).
Im DSM-IV (Diagnostisches und Statistisches Manual psychischer Störungen) erfolgt die Codierung innerhalb der Gruppe der somatoformen Störungen als 307.80 Schmerzstörung in Verbindung mit psychischen Faktoren.